# Kassie DePaiva
Katherine Virginia "Kassie" DePaiva (21 de marzo de 1961) es una actriz y cantante estadounidense, reconocida por su rol como Bobby Joe en la película de horror Evil Dead II (1987) y por su trabajo en telenovelas de televisión diurnas. También es conocida por interpretar el personaje de Blair Cramer en la serie One Life to Live de la cadena ABC. Otros de sus roles incluyen a Chelsea Reardon en Guiding Light y su papel recurrente como Eve Donovan en Days of Our Lives.
DePaiva ha estado casada con el actor James DePaiva desde el 31 de mayo de 1996. Anteriormente estuvo casada con Richard C. Hankins. En agosto de 2016, DePaiva anunció que se le diagnosticó Leucemia mieloide aguda.

## Filmografía

### Cine y televisión
| Año          | Cine               | Rol                   | Notas |
| ------------ | ------------------ | --------------------- | ----- |
| 1986–1991    | Guiding Light      | Chelsea Reardon       |       |
| 1987         | Evil Dead II       | Bobby Joe             |       |
| 1993–2013    | One Life to Live   | Blair Cramer          |       |
| 1993         | The Pro Shop       | Host                  |       |
| 1993         | Time Trax          | Caitlin Carlisle      |       |
| 1994         | Melrose Place      | Betty Benson-Chappell |       |
| 1994         | Baywatch           | Crystal Harr          |       |
| 2005         | Exit               | Andie                 | Corto |
| 2006         | Undone             |                       |       |
| 2013         | We Are What We Are | Emma Parker           |       |
| 2012         | General Hospital   | Blair Cramer          |       |
| 2014–present | Days of Our Lives  | Eve Donovan           |       |
| 2016         | Castle             | Joanna Masters        |       |